# Muscicapa
Muscicapa là một chi chim trong họ Muscicapidae.